# Luigi Fagioli
Luigi Christiano Fagioli (* 9. Juni 1898 in Osimo (AN); † 20. Juni 1952 in Monte Carlo) war ein italienischer Automobilrennfahrer. Obwohl er in der Region Marche in Mittelitalien geboren wurde und eine kultivierte Persönlichkeit war, gab ihm die Presse den Spitznamen „Der alte Räuber aus den Abruzzen“. Freunde und Verwandte nannten ihn „Gigi“. Er war das jüngste der elf Kinder seiner Eltern Sisinio und Maria Fagioli (geborene Zoppi). 1931 heiratete er Pia Coltilde Vercellone aus Biella.
1952 starb er in Monaco an den Folgen eines Trainingsunfalls am Ausgang des Tunnels.

## Karriere

### Die ersten Jahre mit Maserati und Alfa Romeo

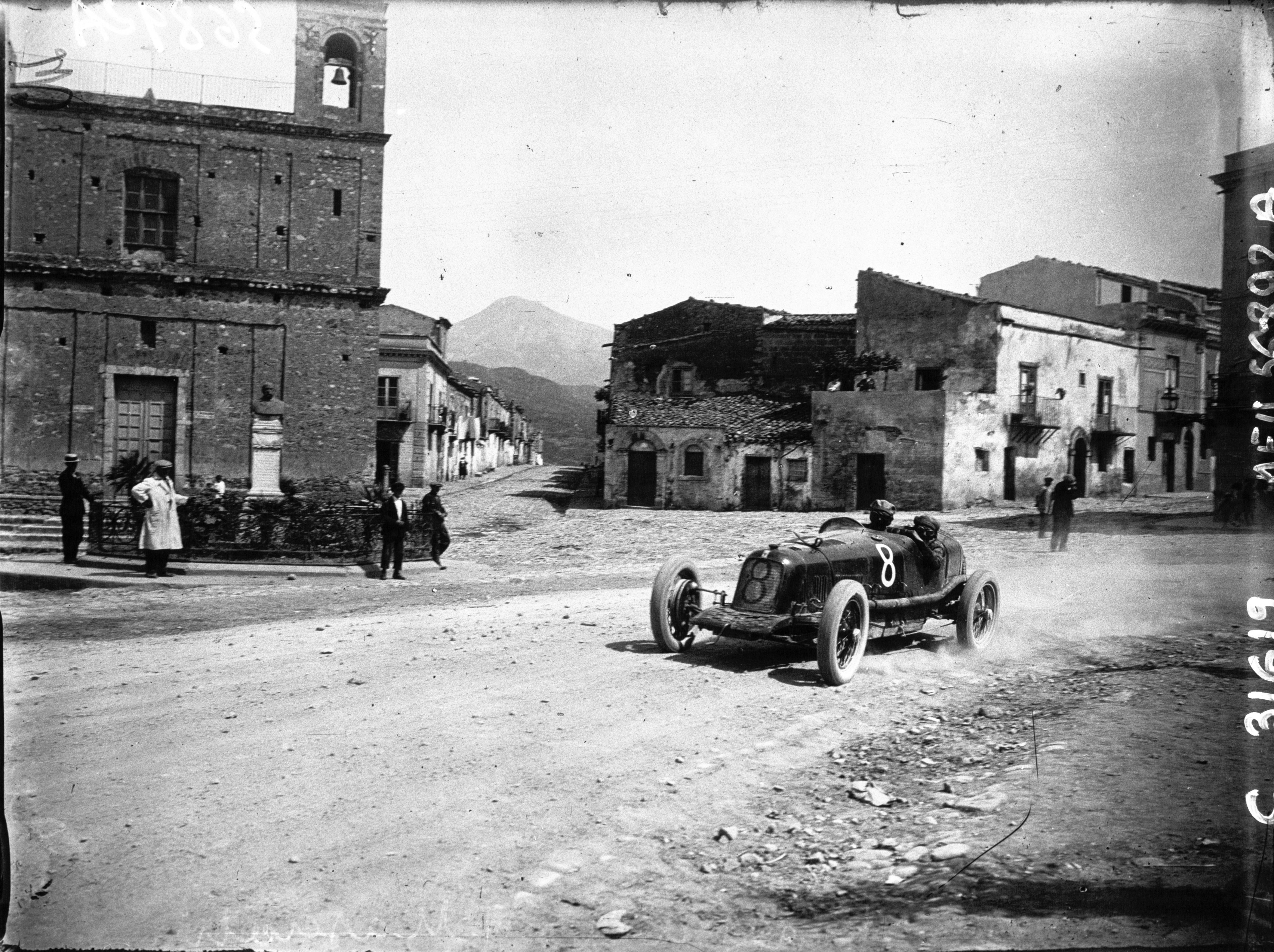
Luigi Fagioli bei der Targa Florio 1928

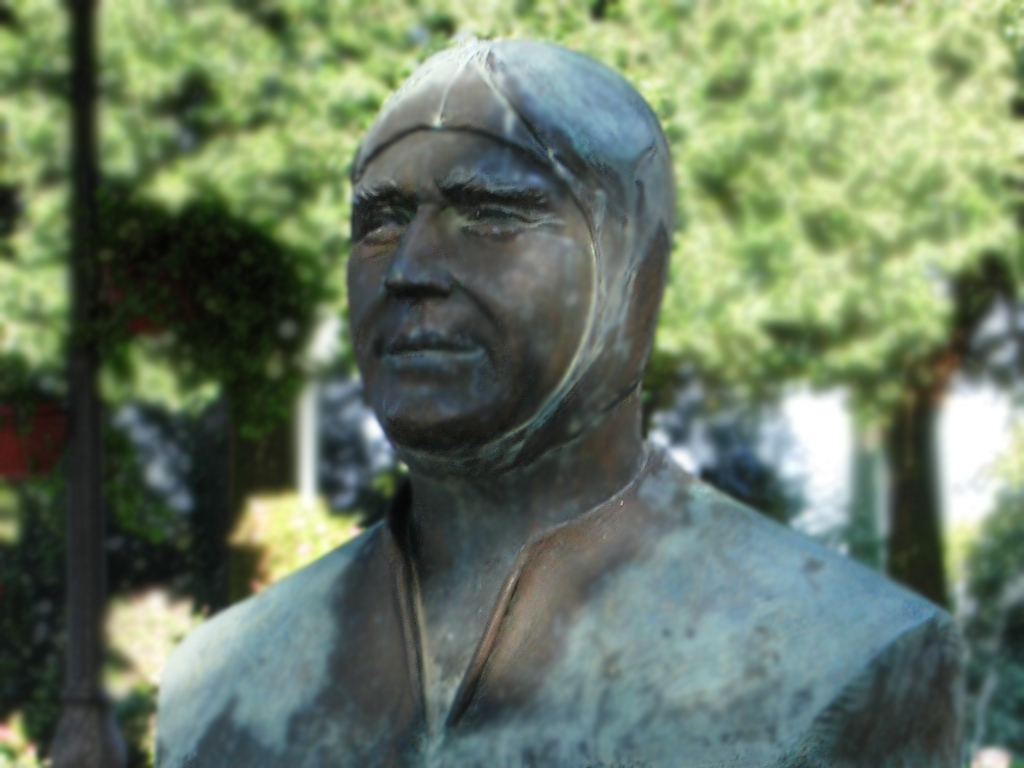
Statue Fagiolis in Osimo

Bevor Luigi Fagioli seine Automobilrennfahrerkarriere 1925 bei kleineren italienischen Rennen begann, startete er bereits seit Beginn der 1920er-Jahre bei Motorradrennen mit Zweirädern der Marken Borgo und SAAR. Mit einem 1925 erworbenen Salmson 1.1 litre startete er anschließend bei Berg- und Straßenrennen. 1927 nahm er an der Premiere der Mille Miglia teil, erreichte aber nicht das Ziel. Nach seinem Sieg beim Circuito di Rimini 1928 stieg er in einen privaten Maserati 1500 um. In diesem Wagen gelangen ihm Siege in mehreren Bergrennen. Durch seinen siebten Platz bei der Targa Florio 1928 auf einem Maserati Tipo 26 zog er die Aufmerksamkeit der Brüder Maserati auf sich. 1930 gewann er als offizieller Werksfahrer von Maserati die Coppa Principe di Piemonte in Avellino sowie die Coppa Ciano auf dem Circuito di Montenero bei Livorno jeweils vor Konkurrenten auf Alfa Romeos der Scuderia Ferrari. 1931 lieferte sich Luigi Fagioli beim Großen Preis von Monaco einen heftigen Zweikampf mit Louis Chiron auf Bugatti Type 51, dem er sich nur um drei Sekunden geschlagen geben musste. Beim Großen Preis von Tunesien blieb er ebenfalls Zweiter, erneut geschlagen von einem Bugatti T51, diesmal gesteuert von Achille Varzi. Beim Großen Preis von Frankreich in Montlhéry fuhr er die schnellste Runde, bevor er den Großen Preis von Italien in Monza auf seinem Maserati vor Größen wie Baconin Borzacchini, Achille Varzi und Tazio Nuvolari gewann.
1932 fuhr er den Maserati V5, dessen Sechzehnzylindermotor einen Hubraum von 4,9 Litern hatte und von einem Roots-Gebläse aufgeladen wurde. Mit diesem Fahrzeug gewann er den Premio Reale di Roma sowie die Circuito di Senigallia. Außerdem gelangen ihm vier zweite Plätze beim Großen Preis von Italien in Monza, beim Großen Preis der Tschechoslowakei in Brünn, beim Gran Premio di Monza sowie der Circuito Lago di Bolsena.

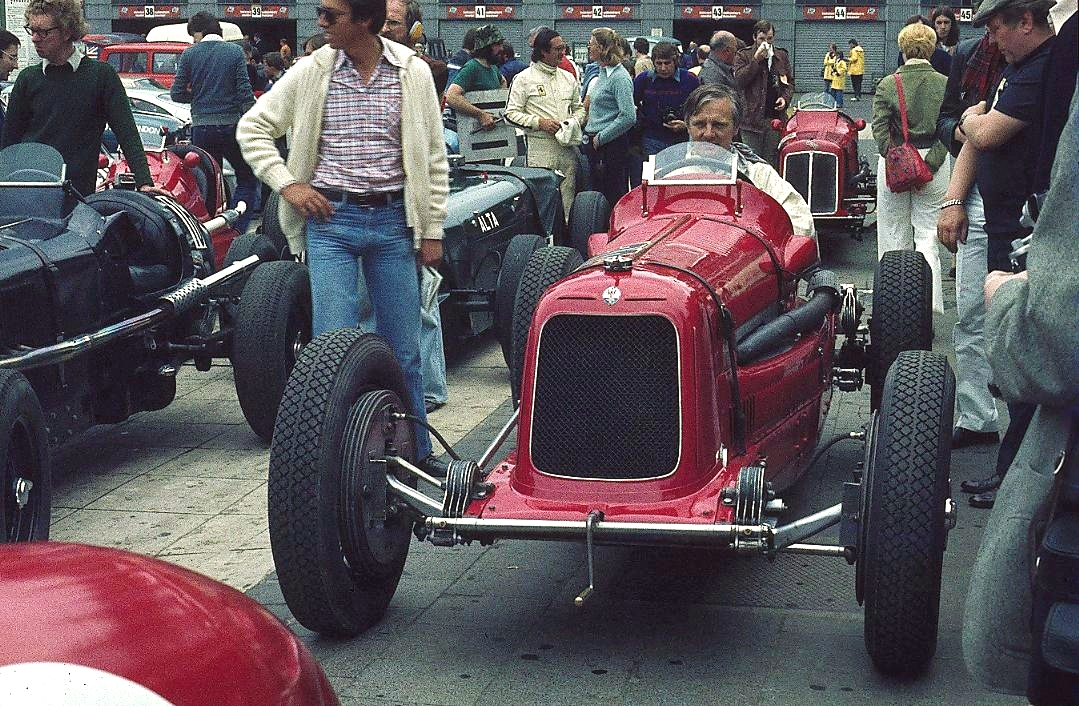
Maserati 8 CM beim Oldtimer-Grand-Prix 1979 auf dem Nürburgring

Auch 1933 startete er zunächst auf Maserati, diesmal auf einem 8CM. Abgesehen von einem dritten Platz bei einem Bergrennen konnte er die meisten Rennen nicht beenden. Als Tazio Nuvolari Enzo Ferraris Scuderia Ferrari verließ, um einen eigenen Rennstall mit Maserati-Fahrzeugen zu gründen, nahm Ferrari Luigi Fagioli unter Vertrag. Bei seinem ersten Rennen für das neue Team, dem Großen Preis von Nizza, wurde er Vierter. Er gewann mit dem Alfa Romeo einige Rennen, darunter den Großen Preis von Italien, bei dem Tazio Nuvolari Zweiter wurde und die Fahrer Baconin Borzacchini, Giuseppe Campari und Stanisław Czaykowski tödlich verunglückten. Obwohl sowohl Tazio Nuvolari als auch Carlo Felice Trossi genauso viele Rennen wie Luigi Fagioli gewannen, wurde er am Ende der Saison zum italienischen Meister erklärt.

### Werksfahrer von Mercedes-Benz und Auto Union
Durch seine Erfolge 1933 auf Alfa Romeo wurde Mercedes-Benz auf ihn aufmerksam und Alfred Neubauer verpflichtete den Italiener für die Saison 1934. Fagioli blieb drei Jahre bei Mercedes-Benz, obwohl sein Verhältnis zum Rennleiter und den Teamkollegen schwierig war. Zu seinen Erfolgen zählten der Große Preis von Italien 1934, bei dem er den Rennwagen von Rudolf Caracciola übernommen hatte, und der Große Preis von Spanien 1934. Beim Eifelrennen 1934 auf dem Nürburgring lag er in Führung, als er an die Box fahren und Manfred von Brauchitsch vorbeilassen musste. In der letzten Runde blieb sein Wagen mit Fehlzündungen liegen.

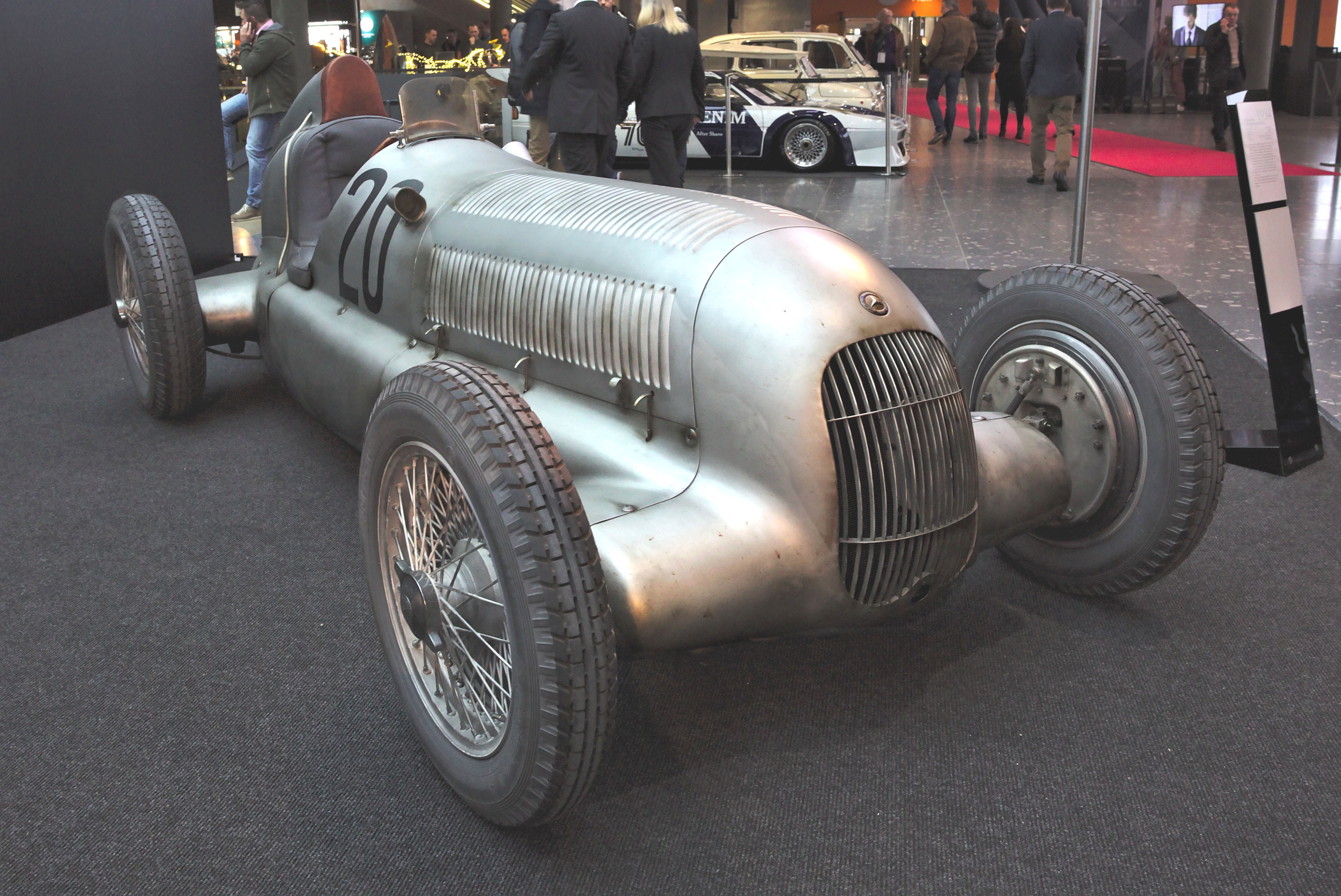
Mercedes-Benz W 25

1935 belegte Fagioli beim Großen Preis von Deutschland den zweiten Platz, gewann die Coppa Acerbo in Pescara, den Großen Preis von Italien in Monza (gemeinsam mit Rudolf Caracciola) und den Großen Preis von Spanien auf dem Circuito Lasarte. In diesem Jahr gewann er auch den Großen Preis von Monaco. Es war das erste Mal, dass dieses Rennen einen Start-Ziel Sieg sah. Beim Gran Premio di Tripoli wurde er Dritter, in Spa-Francorchamps, Bremgarten und Lasarte Zweiter. Luigi Fagioli gewann 1935 auch das AVUS-Rennen sowie den Gran Premio de Penya Rhin. In der Fahrer-Europameisterschaft der AIACR (Association Internationale des Automobiles Club Reconnus, Vorläufer der FIA) belegte er hinter Rudolf Caracciola den zweiten Rang. 1936 kam es meist wegen Stallorder oder fehlender Gleichbehandlung zu Zerwürfnissen mit Neubauer und Caracciola. Er trennte sich 1936 von Mercedes-Benz, die in diesem Jahr der Auto Union AG meist unterlegen waren. Bevor er Mercedes-Benz verließ, wurde er in Tripolis Dritter, Fünfter auf dem Nürburgring und Vierter in Bremgarten.
Zur Saison 1937 wechselte Luigi Fagioli zum überlegenen Auto-Union-Team. Wegen großer Rückenprobleme musste er in einem Großteil der Saison aussetzen, wurde aber am Steuer des Auto Union Typ C in Tripolis Fünfter und bei der Coppa Acerbo Vierter. Am Ende dieser Saison brach seine Rivalität mit Rudolf Caracciola in Tripolis heftig aus: Weil er sich von Caracciola aufgehalten fühlte, griff er den Deutschen mit einem Hammer an, wurde aber von einem Mechaniker zurückgehalten. Wegen seines Rückenproblems trat Fagioli Ende des Jahres 1937 vom Rennsport zurück und mit dem Ausbruch des Zweiten Weltkriegs schien es, als ob seine Rennkarriere vorüber wäre.

### Neubeginn nach dem Krieg
Jedoch kehrte Fagioli 1947 in verbessertem Gesundheitszustand auf Cisitalia und Maserati zurück. 1949 wurde er bei der Mille Miglia gemeinsam mit Pino Leopardi im Fiat 1100 S Berlinetta Neunter. Anschließend wechselte er wieder zu den Gebrüdern Maserati, die gerade die Officine Specializzate Costruzione Automobili (OSCA) gegründet hatten. Mit dem Osca MT4 1100 wurde er bei der 1950er Auflage der Tausend Meilen Zweiter seiner Klasse und Gesamtsiebter.
Im selben Jahr kam Fagioli im überlegenen Team von Alfa Romeo in den Grand-Prix-Sport zurück und nahm an der Formel-1-Weltmeisterschaft teil. Er bildete mit Giuseppe Farina und Juan Manuel Fangio das „Team der drei F’s“. Seine Leistungen reichten aber nicht an die seiner Teamkollegen heran, obwohl er mit vier zweiten und einem dritten Platz als Muster der Beständigkeit immerhin den dritten Rang in der Saison 1950 belegte. Beim nicht zur Weltmeisterschaft zählenden Großen Preis von Pescara führte er bis eine Runde vor Schluss, bevor er mit Reifenproblemen auf den dritten Rang zurückfiel. Nachdem Fagioli beim Großen Preis von Frankreich 1951 seinen Wagen Fangio hatte überlassen müssen, quittierte er den Dienst bei Alfa Romeo. Immerhin wurde er mit diesem Erfolg der älteste Fahrer, der jemals einen Grand-Prix-Sieg errang.
In der Folge konzentrierte sich Luigi Fagioli auf Sportwagenrennen. Bei der 1951er Mille Miglia wurde er mit seinem OSCA Klassensieger. 1952 nahm ihn Lancia unter Vertrag. Am Steuer eines Lancia Aurelia B20 wurde er bei der Mille Miglia Dritter. Nur Giovanni Bracco und Karl Kling in wesentlich stärker motorisierten Autos (Ferrari 250 S Berlinetta bzw. Mercedes-Benz 300 SL) konnten ihn schlagen. Seine wesentlich jüngeren Teamkollegen und den 300 SL von Rudolf Caracciola ließ er hinter sich.
Beim Training zu einem Sportwagenrennen in Monaco verunglückte Fagioli am Steuer eines Lancia Aurelia B20 schwer. Infolge eines Defektes prallte er ausgangs des Tunnels gegen die Streckenbegrenzung und wurde schwer verletzt. Er starb drei Wochen später an seinen Verletzungen.

## Statistik

### Grand-Prix-Siege vor 1950
- 1933 –  Großer Preis von Italien (Monza)
- 1934 –  Großer Preis von Italien (Monza)
- 1934 –  Großer Preis von Spanien (Circuito Lasarte)
- 1935 –  Großer Preis von Monaco (Monte Carlo)

#### Vorkriegs-Grand-Prix-Ergebnisse
| Saison | Team                                 | Wagen                                                  | 1   | 2   | 3         | 4   | 5         | 6   | 7 | Punkte | Position |
| ------ | ------------------------------------ | ------------------------------------------------------ | --- | --- | --------- | --- | --------- | --- | - | ------ | -------- |
| 1931   | Officine A. Maserati                 | Maserati 26M                                           |     |     |           |     |           |     |   | 22     | 26.      |
| 1931   | Officine A. Maserati                 | Maserati 26M                                           | DNF |     |           |     |           |     |   | 22     | 26.      |
| 1932   | Officine A. Maserati                 | Maserati V5                                            |     |     |           |     |           |     |   | 18     | 7.       |
| 1932   | Officine A. Maserati                 | Maserati V5                                            | 2   |     |           |     |           |     |   | 18     | 7.       |
| 1933   | privat / Maserati / Scuderia Ferrari | Maserati 8C-3000 / Maserati 8CM / Alfa Romeo Tipo B/P3 |     |     |           |     |           |     |   | —      | —        |
| 1933   | privat / Maserati / Scuderia Ferrari | Maserati 8C-3000 / Maserati 8CM / Alfa Romeo Tipo B/P3 | DNF | DNS |           | 1   | 2         |     |   | —      | —        |
| 1934   | Daimler-Benz AG                      | Mercedes-Benz W 25                                     |     |     |           |     |           |     |   | —      | —        |
| 1934   | Daimler-Benz AG                      | Mercedes-Benz W 25                                     |     | DNF | 2         | DNS | DNF / 1 1 | 1   |   | —      | —        |
| 1935   | Daimler-Benz AG                      | Mercedes-Benz W 25                                     |     |     |           |     |           |     |   | 22     | 2.       |
| 1935   | Daimler-Benz AG                      | Mercedes-Benz W 25                                     | 1   | 4   | 2         | 6   | 2         | DNF | 2 | 22     | 2.       |
| 1936   | Daimler-Benz AG                      | Mercedes-Benz W 25 kurz                                |     |     |           |     |           |     |   | 26     | 14.      |
| 1936   | Daimler-Benz AG                      | Mercedes-Benz W 25 kurz                                | DNF | 5 3 | DNF / 4 4 |     |           |     |   | 26     | 14.      |
| 1937   | Auto Union AG                        | Auto Union Typ C                                       |     |     |           |     |           |     |   | 36     | 20.      |
| 1937   | Auto Union AG                        | Auto Union Typ C                                       | DNS | DNS |           | 7 5 |           |     |   | 36     | 20.      |

| Legende  | Legende                                                                   | Legende                                                                   |           |
| Farbe    | Bedeutung                                                                 | Bedeutung                                                                 | EM-Punkte |
| -------- | ------------------------------------------------------------------------- | ------------------------------------------------------------------------- | --------- |
| Gold     | Sieg                                                                      | Sieg                                                                      | 1         |
| Silber   | 2. Platz                                                                  | 2. Platz                                                                  | 2         |
| Bronze   | 3. Platz                                                                  | 3. Platz                                                                  | 3         |
| Grün     | Klassifiziert, mehr als 75% der Renndistanz zurückgelegt                  | Klassifiziert, mehr als 75% der Renndistanz zurückgelegt                  | 4         |
| Blau     | nicht punkteberechtigt, zwischen 50% und 75% der Renndistanz zurückgelegt | nicht punkteberechtigt, zwischen 50% und 75% der Renndistanz zurückgelegt | 5         |
| Violett  | nicht punkteberechtigt, zwischen 25% und 50% der Renndistanz zurückgelegt | nicht punkteberechtigt, zwischen 25% und 50% der Renndistanz zurückgelegt | 6         |
| Rot      | nicht punkteberechtigt, weniger als 25% der Renndistanz zurückgelegt      | nicht punkteberechtigt, weniger als 25% der Renndistanz zurückgelegt      | 7         |
| Farbe    | Abkürzung                                                                 | Bedeutung                                                                 | EM-Punkte |
| Schwarz  | DSQ                                                                       | disqualifiziert (disqualified)                                            | 8         |
| Weiß     | DNS                                                                       | nicht gestartet (did not start)                                           | 8         |
| Weiß     | DNA                                                                       | nicht erschienen (did not arrive)                                         | 8         |
| sonstige | P/fett                                                                    | Pole-Position                                                             | 8         |
| sonstige | SR/kursiv                                                                 | Schnellste Rennrunde                                                      | 8         |
| sonstige | DNF                                                                       | Rennen nicht beendet (did not finish)                                     | 8         |

### Statistik in der Automobil-Weltmeisterschaft

#### Grand-Prix-Siege
- 1951:  Frankreich (Reims)

#### Gesamtübersicht
| Saison | Team          | Chassis           | Motor          | Rennen | Siege | Zweiter | Dritter | Poles | schn. Rennrunden | Punkte  | WM-Pos. |
| ------ | ------------- | ----------------- | -------------- | ------ | ----- | ------- | ------- | ----- | ---------------- | ------- | ------- |
| 1950   | SA Alfa Romeo | Alfa Romeo 158/50 | Alfa Romeo L8C | 6      | –     | 4       | 1       | –     | –                | 24 (28) | 3.      |
| 1951   | SA Alfa Romeo | Alfa Romeo 159    | Alfa Romeo L8C | 1      | 1     | –       | –       | –     | –                | 4       | 11.     |
| Gesamt | Gesamt        | Gesamt            | Gesamt         | 7      | 1     | 4       | 1       | –     | –                | 32      |         |

#### Einzelergebnisse
| Saison | 1   | 2 | 3     | 4 | 5 | 6   | 7 | 8 |
| ------ | --- | - | ----- | - | - | --- | - | - |
| 1950   |     |   |       |   |   |     |   |   |
| 2      | DNF |   | 2     | 2 | 2 | (3) |   |   |
| 1951   |     |   |       |   |   |     |   |   |
|        |     |   | 1/111 |   |   |     |   |   |

1 Fagioli übergab das Fahrzeug mit der Nr. 8, das auf dem ersten Platz ins Ziel kam, während des Rennens an Juan Manuel Fangio. Fagioli übernahm das Fahrzeug mit der Nr. 4, das auf dem elften Platz ins Ziel kam, von Fangio.
| Legende  | Legende            | Legende                                                          |
| Farbe    | Abkürzung          | Bedeutung                                                        |
| -------- | ------------------ | ---------------------------------------------------------------- |
| Gold     | –                  | Sieg                                                             |
| Silber   | –                  | 2. Platz                                                         |
| Bronze   | –                  | 3. Platz                                                         |
| Grün     | –                  | Platzierung in den Punkten                                       |
| Blau     | –                  | Klassifiziert außerhalb der Punkteränge                          |
| Violett  | DNF                | Rennen nicht beendet (did not finish)                            |
| Violett  | NC                 | nicht klassifiziert (not classified)                             |
| Rot      | DNQ                | nicht qualifiziert (did not qualify)                             |
| Rot      | DNPQ               | in Vorqualifikation gescheitert (did not pre-qualify)            |
| Schwarz  | DSQ                | disqualifiziert (disqualified)                                   |
| Weiß     | DNS                | nicht am Start (did not start)                                   |
| Weiß     | WD                 | zurückgezogen (withdrawn)                                        |
| Hellblau | PO                 | nur am Training teilgenommen (practiced only)                    |
| Hellblau | TD                 | Freitags-Testfahrer (test driver)                                |
| ohne     | DNP                | nicht am Training teilgenommen (did not practice)                |
| ohne     | INJ                | verletzt oder krank (injured)                                    |
| ohne     | EX                 | ausgeschlossen (excluded)                                        |
| ohne     | DNA                | nicht erschienen (did not arrive)                                |
| ohne     | C                  | Rennen abgesagt (cancelled)                                      |
| ohne     | keine WM-Teilnahme |                                                                  |
| sonstige | P/fett             | Pole-Position                                                    |
| sonstige | 1/2/3/4/5/6/7/8    | Punktplatzierung im Sprint-/Qualifikationsrennen                 |
| sonstige | SR/kursiv          | Schnellste Rennrunde                                             |
| sonstige | *                  | nicht im Ziel, aufgrund der zurückgelegten Distanz aber gewertet |
| sonstige | ()                 | Streichresultate                                                 |
| sonstige | unterstrichen      | Führender in der Gesamtwertung                                   |

#### Rekorde
- Ältester Grand-Prix-Sieger (53 Jahre und 22 Tage)
- Ältester Fahrer, der eine Podest-Platzierung erzielt hat (53 Jahre und 22 Tage)